# Miljana
Miljana je žensko osebno ime.

## Izvor imena
Ime Miljana je različica ženskega osebnega imena Milena.

## Pogostost imena
Po podatkih Statističnega urada Republike Slovenije je bilo na dan 31. decembra 2007 v Sloveniji število ženskih oseb z imenom Miljana: 125.

## Osebni praznik
Osebe z imenom Miljana lahko godujejo takrat kot osebe z imenom Milena.